# Sistema de crenças
Um sistema de crenças reúne crenças e valores compartilhados por uma determinada cultura, que definem sistematicamente um modo de perceber o mundo social, cultural, físico e psicológico. Nossa compreensão dos valores de uma cultura e nossa aceitação ou rejeição destes valores são frequentemente baseados em nosso próprio sistema de crenças cultural.